# Inki et le Lion
Pour plus de détails, voir Fiche technique et Distribution.
Inki et le Lion (Inki and the Lion) est un dessin animé américain de la série Merrie Melodies, réalisé par Chuck Jones sur un scénario de Robert Givens, et sorti en 1941. Il met en scène Inki le petit chasseur africain.

## Fiche technique
- Réalisation : Chuck Jones
- Scénario : Rich Hogan
- Production : Leon Schlesinger Studios
- Musique originale : Carl W. Stalling
- Montage et technicien du son : Treg Brown (non crédité)
- Durée : 7 minutes
- Pays de production : États-Unis
- Langue : anglais
- Distribution : 1941 : Warner Bros. Pictures
- Format : 1,37 :1 Technicolor Mono
- Date de sortie : 
  - États-Unis : 19 juillet 1941

## Animateurs
- Robert Cannon
- Virgil Ross (non crédité)
- Charles McKimson (non crédité)
- John Didrik Johnsen (décors) (non crédité)

## Musique
- Carl W. Stalling, directeur de la musique
- Milt Franklyn, orchestration (non crédité)